# Gmina Ödeshög
Gmina Ödeshög (szw. Ödeshögs kommun) – gmina w Szwecji, w regionie Östergötland, z siedzibą w Ödeshög.
Pod względem zaludnienia Ödeshög jest 274. gminą w Szwecji. Zamieszkuje ją 5 520 osób, z czego 50% to kobiety (2760) i 50% to mężczyźni (2760). W gminie zameldowanych jest 150 cudzoziemców. Na każdy kilometr kwadratowy przypada 12,8 mieszkańca. Pod względem wielkości gmina zajmuje 188. miejsce.